# The Heist (1996)
The Heist ist ein US-amerikanischer Porno-Action-Spielfilm aus dem Jahr 1996 mit Julia Ann in der Hauptrolle. Er zählt zu den ersten Porno-Action-Filmen.

## Handlung
The Heist ist eine Geschichte über vier Diebe (Jennifer, Brad, Matt und Alec), die Sex benutzen, um Schmuck und Geld zu stehlen. Aufgrund innerer Streitigkeiten zwischen Alec und Jennifer beschließen sie, noch einen Überfall zusammen zu machen. In diesem Job benutzen die Diebe Julia Ann, als gemietetes Sexspielzeug um in das Haus eines Paares zu gelangen. Während sie drinnen ist, schaltet sie das Alarmsystem aus, damit ihre Partner das Haus betreten und die Juwelen stehlen können. Nachdem Julia den Alarm deaktiviert hat, muss sie die sexuellen Bedürfnisse des Paares befriedigen.
Nachdem die Gruppe herausgefunden hat, dass es sich bei dem Schmuck um eine Fälschung handelt, beschließt sie, einen weiteren Überfall zu begehen. Sie müssen ein Bordell infiltrieren und den wöchentlichen Sack Bargeld stehlen.